# Testamento pubblico
Il testamento pubblico è definito dall'art. 603 del codice civile italiano come il testamento ricevuto dal notaio in presenza di due o di quattro testimoni (art. 603 del codice civile, ultimo periodo).

## Natura giuridica
Il testamento pubblico è un atto pubblico, redatto secondo le prescritte formalità da un pubblico ufficiale autorizzato ad attribuirgli pubblica fede nel luogo in cui è redatto. Ad esso si applicano le norme dettate dal codice civile con riferimento agli atti pubblici e la legge notarile, n. 89 del 16 febbraio 1913. In particolare si applica al testamento pubblico la norma dell'art. 2700 secondo cui l'atto pubblico fa piena prova fino a querela di falso della provenienza dell'atto dal pubblico ufficiale che lo ha redatto, e di quanto il notaio attesta esser stato fatto o detto in sua presenza. Il testamento pubblico viene conservato nella raccolta degli atti di ultima volontà del notaio che lo ha ricevuto fino a cessazione dell'ufficio (articolo 61 Legge Notarile).

## Requisiti del testamento pubblico
1. Dichiarazione di volontà orale al notaio
2. Presenza dei testimoni (normalmente 2, sono 4 se il testatore è un sordomuto impossibilitato a leggere e scrivere)
3. Redazione per iscritto della volontà del testatore a cura del notaio
4. Lettura dell'atto al testatore in presenza dei testimoni a cura del notaio
5. Sottoscrizione del testatore, dei testimoni e del notaio
6. Apposizione della data e dell'ora
7. Menzione del rispetto delle formalità elencate

## Testi normativi
- Codice civile